# دودو بارايبا
دودو بارايبا (بالبرتغالية: Dudu Paraíba‏) هو لاعب كرة قدم برازيلي في مركز ظهير ‏، ولد في 11 مارس 1985 في Mari, Paraíba ‏ في البرازيل. لعب مع شلوسك فروتسلاو ونادي أفاي لكرة القدم ونادي بوتافغو لكرة القدم ونادي فيتوريا ونادي ليتكس لوفتش وويدزي لودز.

## وصلات خارجية
- دودو بارايبا على موقع قاعدة بيانات كرة القدم.إي يو (الإنجليزية)
- دودو بارايبا على موقع Soccerway.com (الإنجليزية)
- دودو بارايبا على موقع عالم كرة القدم.نت (الإنجليزية)